# لیزی یارنولد
لیزی یارنولد (انگلیسی: Lizzy Yarnold؛ زادهٔ ۳۱ اکتبر ۱۹۸۸) ورزشکار اسکلتون اهل بریتانیا است.
وی در مسابقات کشوری و بین‌المللی در مجموع برندهٔ ۵ مدال طلا، ۱ مدال نقره، ۲ مدال برنز شده‌است.